# Tre' McKitty
Tre' Roosevelt McKitty (Wesley Chapel, 12 gennaio 1999) è un giocatore di football americano statunitense che milita nel ruolo di tight end per i Los Angeles Chargers della National Football League (NFL).

## Carriera

### Los Angeles Chargers
McKitty al college giocò a football a Florida State (2017-2019) e a Georgia (2020). Fu scelto nel corso del terzo giro (97º assoluto) nel Draft NFL 2021 dai Los Angeles Chargers. La sua stagione da rookie si concluse con 6 ricezioni per 45 yard in 11 presenze, 4 delle quali come titolare.